# Sherwood (Arkansas)
Sherwood – miasto w Stanach Zjednoczonych, w stanie Arkansas, w hrabstwie Pulaski.